# Ancretiéville-Saint-Victor
Ancretiéville-Saint-Victor ist eine französische Gemeinde mit 374 Einwohnern (Stand: 1. Januar 2022) im Département Seine-Maritime in der Region Normandie. Ancretiéville-Saint-Victor gehört zum Arrondissement Rouen und zum Kanton Yvetot. Die Bewohner werden Ancretiévillais und Ancretiévillaises genannt.

## Geographie
Ancretiélle-Saint-Victor liegt in der Landschaft Pays de Caux im Zentrum des Départements, etwa 25 Kilometer nordnordwestlich von Rouen. Die Autoroute A29 verläuft in der Nähe von Ancretiéville-Saint-Victor.
Umgeben wird Ancretiélle-Saint-Victor von den acht Nachbargemeinden:
| Bourdainville | Val-de-Saâne                                | Bertrimont         |
| Ectot-l’Auber | Kompassrose, die auf Nachbargemeinden zeigt | Gueutteville       |
| Saussay       | Émanville                                   | Hugleville-en-Caux |

## Einwohnerentwicklung

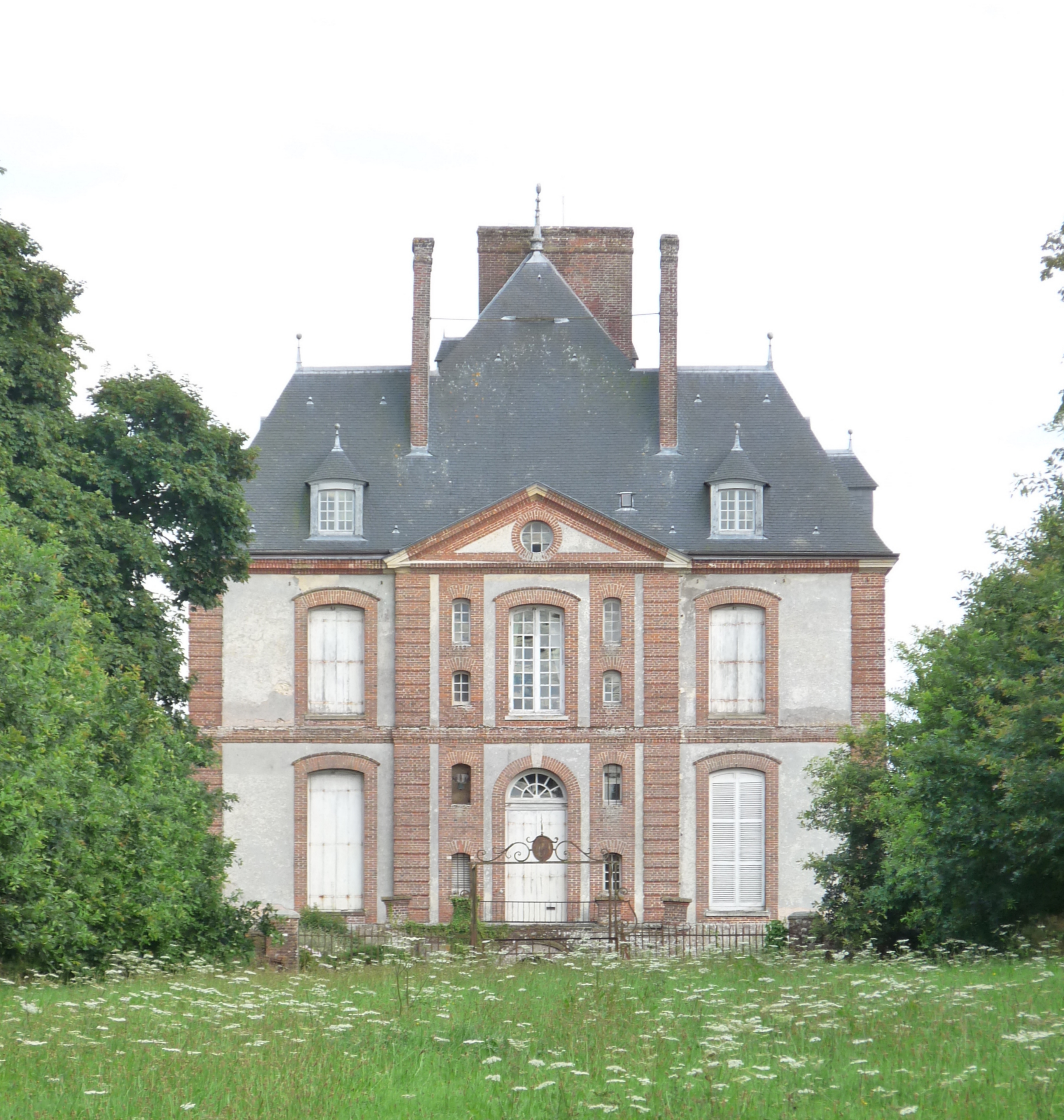
Schloss Saint-Victor

| 1962                       | 1968 | 1975 | 1982 | 1990 | 1999 | 2006 | 2013 | 2020 |
| -------------------------- | ---- | ---- | ---- | ---- | ---- | ---- | ---- | ---- |
| 243                        | 267  | 219  | 277  | 262  | 272  | 338  | 383  | 371  |
| Quellen: Cassini und INSEE |      |      |      |      |      |      |      |      |

## Sehenswürdigkeiten
- Pfarrkirche Saint-Victor aus dem 19. Jahrhundert. Der Vorgängerbau bewahrte einige Überreste aus dem 11. Jahrhundert, Portal und Glockenturm zwischen Chor und Kirchenschiff. Letzteres wurde im 17. Jahrhundert umgebaut. Die Kirche wurde 1858–1859 vom Architekten Martin neu gebaut.
- Kirchenruine Saint-Pierre. Die kleine Kirche enthielt einige Tuffreste aus dem 11. Jahrhundert. Der Westgiebel wurde 1621 in Backstein erneuert. Das Kirchenschiff wurde Ende des 17. Jahrhunderts erneuert, ebenso wie der Chor, der ursprünglich im 12. Jahrhundert erbaut wurde. Vor dem Zweiten Weltkrieg wurde sie zerstört.
- Schloss und Park von Saint-Victor im Weiler Le Château. Das Schloss wurde um 1730 erbaut und Mitte des 19. Jahrhunderts umgebaut. Der Park war ursprünglich regelmäßig angelegt und wurde ab 1830 landschaftlich gestaltet. Schloss und Park sind stufenweise seit 1944/1991/1993 in Teilen als Monument historique klassifiziert oder eingeschrieben.
- Die Statue Notre-Dame-de-France wurde 1946 errichtet. Der Abt von Ancretiéville-Saint-Victor, Bernard de Mathan, legte der Jungfrau ein Gelübde ab. Er verpflichtete sich, zu ihren Ehren an einer Wegkreuzung seines Dorfes eine Statue zu errichten, sollten die Bewohner im Zweiten Weltkrieg verschont bleiben. Trotz der Bombardierungen und der Mobilisierung der Männer des Dorfes kamen alle unversehrt davon. So übernahm der Abt die Schritte im Jahr 1946, um sein Gelübde  zu verwirklichen. Die Statue befindet sich unweit des Landguts von Saint-Victor. Sie ist auf einem kleinen Felsvorsprung auf einigen Betonstufen installiert. Die etwa vier Meter hohe Statue mit einfachen und massiven Formen stellt die Jungfrau dar, die das Jesuskind zeigt, das die Karte von Frankreich hält. Das Kunstwerk von Carlo Sarabezolles ist seit 2021 als Monument historique eingeschrieben.
- Schloss Frettemeule aus dem 18. Jahrhundert

## Persönlichkeit
- Octave Crutel (1879–1961), Politiker und Résistant